# 러시아령 튀르키스탄
러시아령 튀르키스탄(러시아어: Русский Туркестан) 또는 튀르키스탄 총독부(러시아어: Туркестанское генерал-губернаторство)는 1867년 알렉산드르 2세 차르 이후 만들어진 러시아 제국의 튀르키스탄 서부의 식민지이다. 1886년부터는 공식적으로 "튀르키스탄"이라는 이름을 부여받게 되었다. "튀르키스탄주" 지역은 튀르키스탄 군관구의 일부이다.

## 역사
1865년 오렌부르크 총독령의 산하 지역으로 튀르키스탄주가 만들어진 이후, 1867년 7월 11일 새로운 법령으로 독자적인 튀르키스탄 총독부로 바뀌었다. 타슈켄트를 포함한 시르다리아 지역과 총독의 거주지인 세미레첸스크를 중심으로 한 지역을 포함한 지역을 다스렸으며, 중심지는 알마티였다..
총독 보좌관은 러시아 군사 명령 № 176/1899를 통해 1899년에 설립했다. 이후 1900년 3월 13일 내무부 최고 승인을 받았다.
스타니슬라프 이바노비치 질리닌스키는 1868년부터 30년동안 러시아령 튀르키스탄을 측량한 것으로 유명하다.

## 총독 목록

### 총독
| 이름                           | 계급                 | 집권 기간                |
| ------------------------------ | -------------------- | ------------------------ |
| 미하일 그레고르예비치 체먀예프 | 소장 (Major general) | 1865년 2월 13일 ~ 1866년 |
| 니콜라이 니키티치 골로바쵸프   | 소장                 | 1866년 ~ 1867년 7월 14일 |

### 일반 총독
| 이름                               | 계급            | 집권 기간                          |
| ---------------------------------- | --------------- | ---------------------------------- |
| 콘스탄틴 폰 카우프만               | 부관 참모       | 1867년 7월 4일 ~ 1882년 5월 4일    |
| 미하일 그레고르예비치 체먀예프     | 중장            | 1882년 5월 25일 ~ 1884년 2월 1일   |
| 니콜라이 오토노비치 로잔바흐       | 부관 참모, 중장 | 1884년 2월 1일 ~ 1889년 10월 28일  |
| 알렉산드르 보리소비치 브레스키     | 남작, 보병 장군 | 1889년 10월 28일 ~ 1898년 3월 17일 |
| 세르게이 미할리노비치 두호브스코이 | 보병 장군       | 1898년 3월 28일 ~ 1901년 1월 1일   |
| 니콜라이 알렉산드로비치 이바노프   | 중장            | 19091년 1월 23일 ~ 1904년 4월 15일 |
| 니코라이 니콜라이예비치 테비야셰프 | 기병 장군       | 1904년 6월 22일 ~ 1905년 11월 28일 |
| 딘 이바노비치 슈보트비치           | 중장            | 1905년 11월 28일 ~ 1906년          |
| 니콜라이 이바노비치 그로데코프     | 보병 장군       | 1906년 12월 ~ 1908년 3월 9일       |
| 파벨 이바노비치 미스쳰코           | 중장            | 1908년 5월 2일 ~ 1909년 3월 17일   |
| 알렉산드르 바실예비치 삼소노프     | 중장            | 1909년 3월 17일 ~ 1914년           |
| 표도르 블라디미로비치 마르손       | 보병 장군       | 1914년 ~ 1916년                    |
| 알렉세이 니콜라예비치 쿠로팟킨     | 보병 장군       | 1916—1917                          |

## 같이 보기
- 러시아 제국령 중앙아시아
- 튀르키스탄 행정부
- 그레이트 게임